# Zagreb
Zagreb ( ? i  escolteu-ne la pronunciació en Croat (llengua)), AFI: [ˈzɑː.greb], és la capital de Croàcia. Està situada entre els turons meridionals de la muntanya Medvednica i la riba nord del riu Sava, a uns 120 metres sobre el nivell del mar.
La seva posició geogràfica favorable, a la part sud-oest de la plana pannònica, que s'estén pels Alps, els Alps dinàrics, la mar Adriàtica i les regions de la plana pannònia, la doten d'una connexió excel·lent per al trànsit entre l'Europa central i l'Adriàtic.
Aquesta situació de trànsit, la concentració d'institucions industrials, científiques i de recerca i la tradició industrial són la clau de la seva posició de lideratge econòmic.
Zagreb és considerada una ciutat global amb una qualificació de BEN de la Xarxa de Recerca de Globalització i Ciutats Mundials.
Zagreb és la capital dels poders administratius de l'estat i de gairebé tots els ministeris del govern croat.

## Població
Zagreb és la ciutat més gran de Croàcia i l'única amb una àrea metropolitana de més d'un milió de persones, aproximadament una quarta part de la població total de Croàcia. 1.088.841 viuen a l'àrea metropolitana de Zagreb, que inclou altres ciutats més petites com Samobor, Velika Gorica i Zaprešić. La població oficial només de la ciutat ha passat de 779.145 persones el 2001 a 973.667 el 2005. Això s'explica per la gran quantitat de gent que prové de les zones rurals. Només durant el 2005, Zagreb rebé cap a 80.000 nous residents.
La majoria dels seus ciutadans són croats (91,94%), segons el cens de 2001. El mateix cens té una població de 40.066 residents que pertanyen a minories ètniques. Les minories ètniques i la seva composició es distribueixen de la manera següent: 18.811 serbis (2,41%), 6.204 bosnians (0,80%), 3.389 albanesos (0,43%), 3.225 eslovens (0,41%), 1.946 gitanos (0,25%), 1.131 montenegrins (0,17%), 1.315 macedonis (0,17%), entre altres minories ètniques menors.

## Nom
L'etimologia del nom Zagreb no és clara. Va ser utilitzat per a la ciutat unida només des de 1852, però havia estat en ús com el nom de l'diòcesi de Zagreb d'ençà el segle XII i va anar cada vegada més utilitzat per a la ciutat en el segle xvii.
El nom modern Zagreb fou registrat per primer cop al segle xi (1094). Deriva del croat 'a la séquia/depressió', probablement en referència a la seva situació geogràfica.
El nom és registrat en una carta per l'arquebisbe d'Esztergom Felician, de data 1134, esmentat com Zagrabiensem episcopatum.
La forma més antiga del nom és Zagrab. La forma croata moderna Zagreb es registra per primera vegada en un mapa 1689 per Nicolas Sanson.
Una forma encara més antiga es reflecteix en Zabrag hongarès (registrada des del 1.200 en ús fins al segle xviii).
Per això, el lingüista hongarès Gyula Décsy proposa l'etimologia de Chabrag, un hipocorisme ben comprovat del nom de Cyprian. La mateixa forma es reflecteix en una sèrie de topònims hongaresos, com Csepreg.
El nom podria derivar-se de la paraula proto-eslava  grębъ significa pujol, elevació. (No obstant això, en serbo-Croat braquitg també significa '(més petit) pujol', i za brȇg 'cap a o cap al pujol' per a la variant aparentment en hongarès, Zabrag – possiblement modificada del suposat Zabreg a causa de l'harmonia vocal hongaresa.) Un antic nom croat reconstruït Zagrębъ es manifesta a través del nom alemany de la ciutat Agram.
El nom Agram va ser utilitzat en alemany en el període dels Habsburg; aquest nom ha estat classificat com "probablement d'origen romà", però segons Décsy (1990) podria ser una reanàlisi alemanya austríaca de Zugram.
En Llatí medieval i llatí modern, Zagreb es coneix com Agranum (el nom d'una ciutat àrab no relacionada en Estrabó), Zagrabia o Mons Graecensis (també Mons Crecensis, en referència a Grič (Gradec)).
En l'etimologia popular croata, el nom de la ciutat s'ha derivat del verb za-grab-, que significa "prendre" o "cavar". Una llegenda popular que il·lustra aquesta derivació vincula el nom a una sequera de principis del segle xiv, durant la qual es diu que Agustí Kažotić (c. 1260–1323) va cavar un pou que miraculosament va produir aigua.
En una altra llegenda, un governador de la ciutat té set i ordena a una noia anomenada Mana a "prendre" aigua del pou Manduševac (avui dia una font en la plaça Ban Jelačić), usant l'imperatiu: Zagrabi, Mana!

## Història

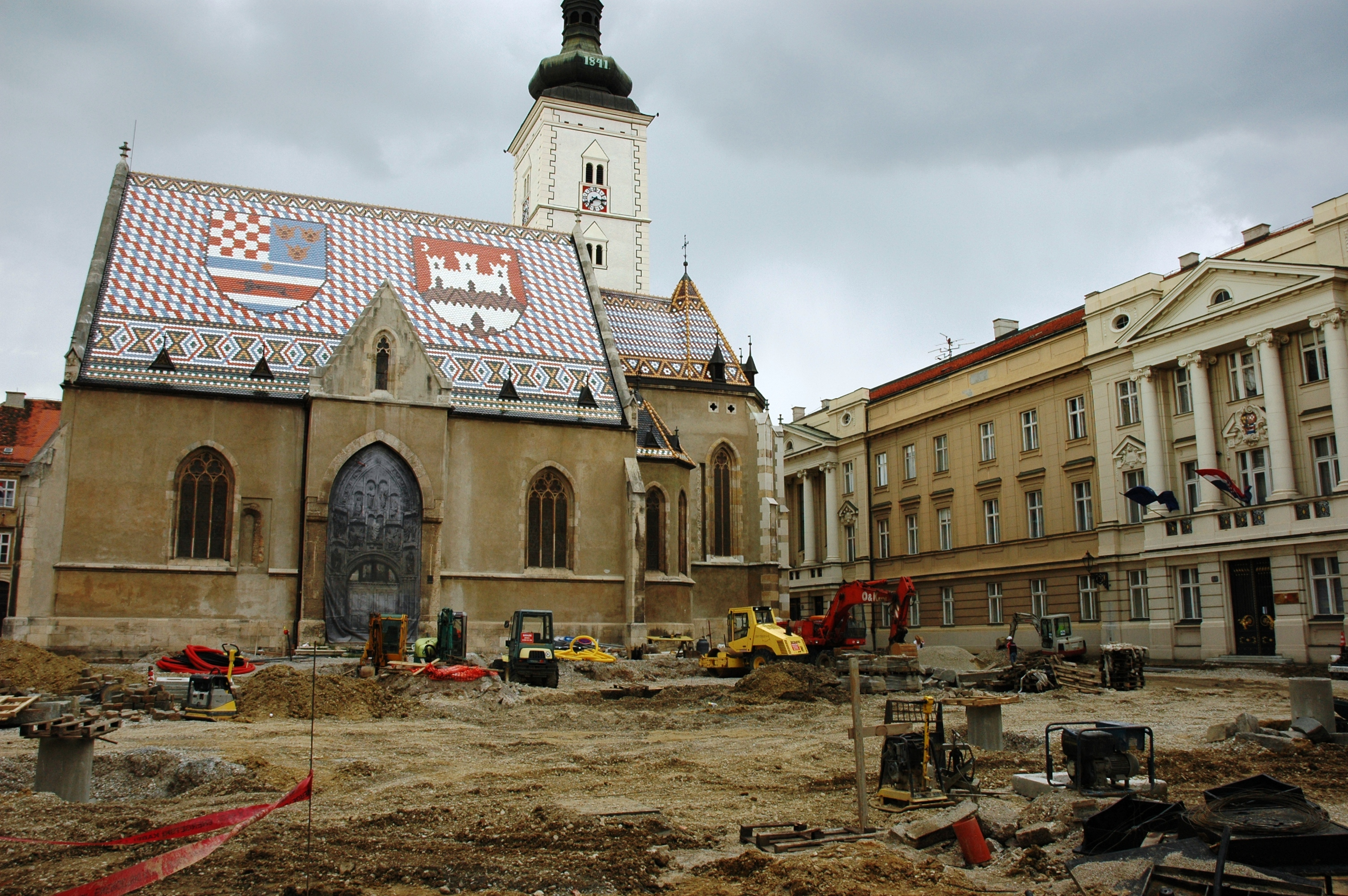
L'església de Sant Marc, a la plaça Markov en obres, amb les rajoles de colors de la teulada que dibuixen els escuts de Croàcia, Dalmàcia, Eslavònia i Zagreb

Mentre els hàbits humans són presents a la ciutat des del Neolític, i fins i tot amb l'antiga ciutat romana d'Andautonia, molt ben conservada, en l'actual Ščitarjevo. El nom "Zagreb" es registra en 1134, en referència a la fundació de l'assentament en Kaptol en 1094 pel re hogarès Ladislau I d'Hongria. Zagreb es va convertir en una ciutat real lliure en 1242. Al turó del costat, Gradec (Grič), es desenvolupà una comunitat eclesiàstica independent. Els emplaçaments patiren una forta invasió mongola el 1242, però quan aquesta s'acabà, el rei Bela IV d'Hongria declarà Gradec ciutat reial autònoma per tal d'atraure artesans estrangers.
Durant els segles xiv i xv, totes dues comunitats rivalitzaven entre si tant econòmicament com política. Només treballaven conjuntament en el camp del gran comerç -com per exemple la fira anual de l'arbre, que durava dues setmanes. Aquests dos turons medievals, Gradec i Kaptol, es fusionaren finalment en una comunitat, Zagreb, cap a principis del segle xvii.
El 1851, Zagreb tenia el seu primer alcalde, Janko Kamauf.
Actualment, formen el centre cultural de la ciutat moderna (el centre econòmic i de trànsit s'ha desplaçat cap al sud). Des de llavors, el bisbat de Kaptol ha esdevingut l'arquebisbat de Zagreb.

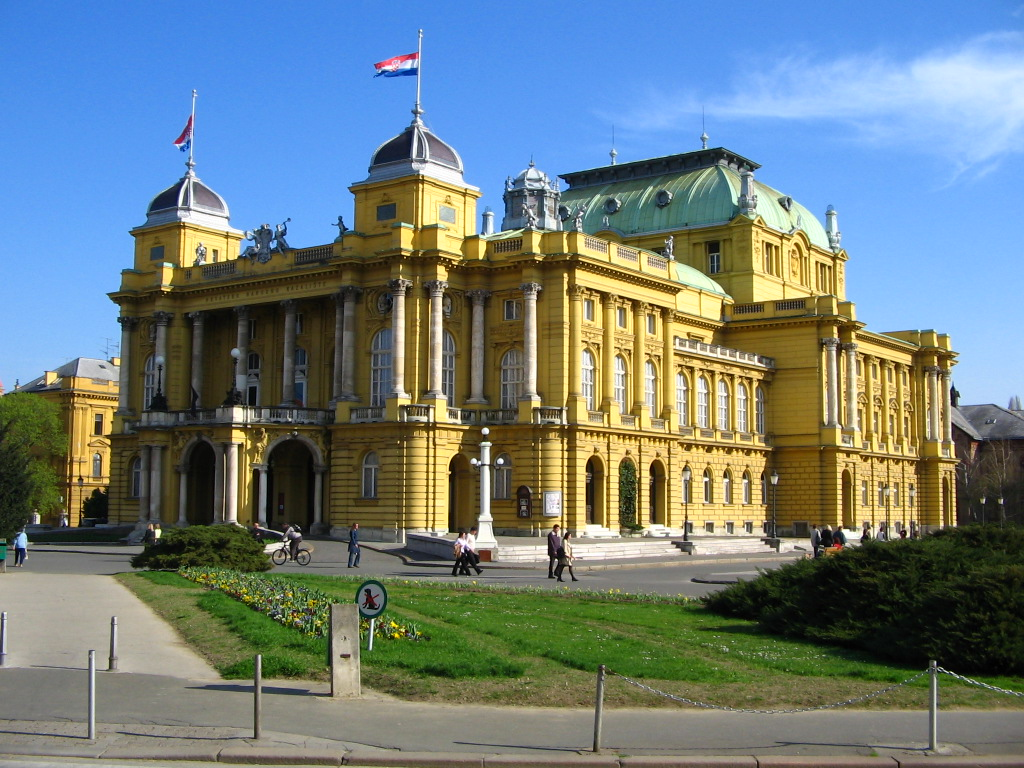
Teatre Nacional de Croàcia

La construcció de la xarxa ferroviària (1862) en temps otomans va permetre als vells suburbis barrejar-se gradualment amb el Donji Grad, que es caracteritza per una estructura de bloc regular típica de les ciutats centreeuropees. Aquest nucli aixopluga grans edificis, monuments i parcs, així com un bon nombre de museus, teatres i cinemes.
Els barris de la classe treballadora se situaren entre la via del tren i el riu Sava, mentre la construcció de barris residencials als turons del sud de Medvednica foren acabats entre les dues guerres mundials.
Després de la meitat dels anys 50, la construcció de noves àrees residencials al sud del riu Sava començaren amb l'anomenat Novi Zagreb ('Nou Zagreb'). La ciutat també s'expandí cap a l'oest i l'est, incorporant Dubrava, Podsused, Jarun, Blato, etc.
La xarxa ferroviària de mercaderies i l'aeroport internacional Pleso foren construïts al sud del riu Sava. La zona industrial més gran (Žitnjak) del sud-est representa una extensió de les zones industrials dels afores de l'est de la ciutat, entre el Sava i la regió de Prigorje.
Línies urbanitzades d'edificis connecten Zagreb amb els centres dels seu voltant: Sesvete, Zaprešić, Samobor, Dugo Selo i Velika Gorica. Sesvete és la que més probablement esdevindrà part del nucli urbà i, de fet, ja s'inclou en la ciutat de Zagreb.
El 22 de març de 2020 cap a les 6 h 20, la capital de Croàcia va ser copejada per un sisme de magnitud 5,3.

## Geografia

### Clima

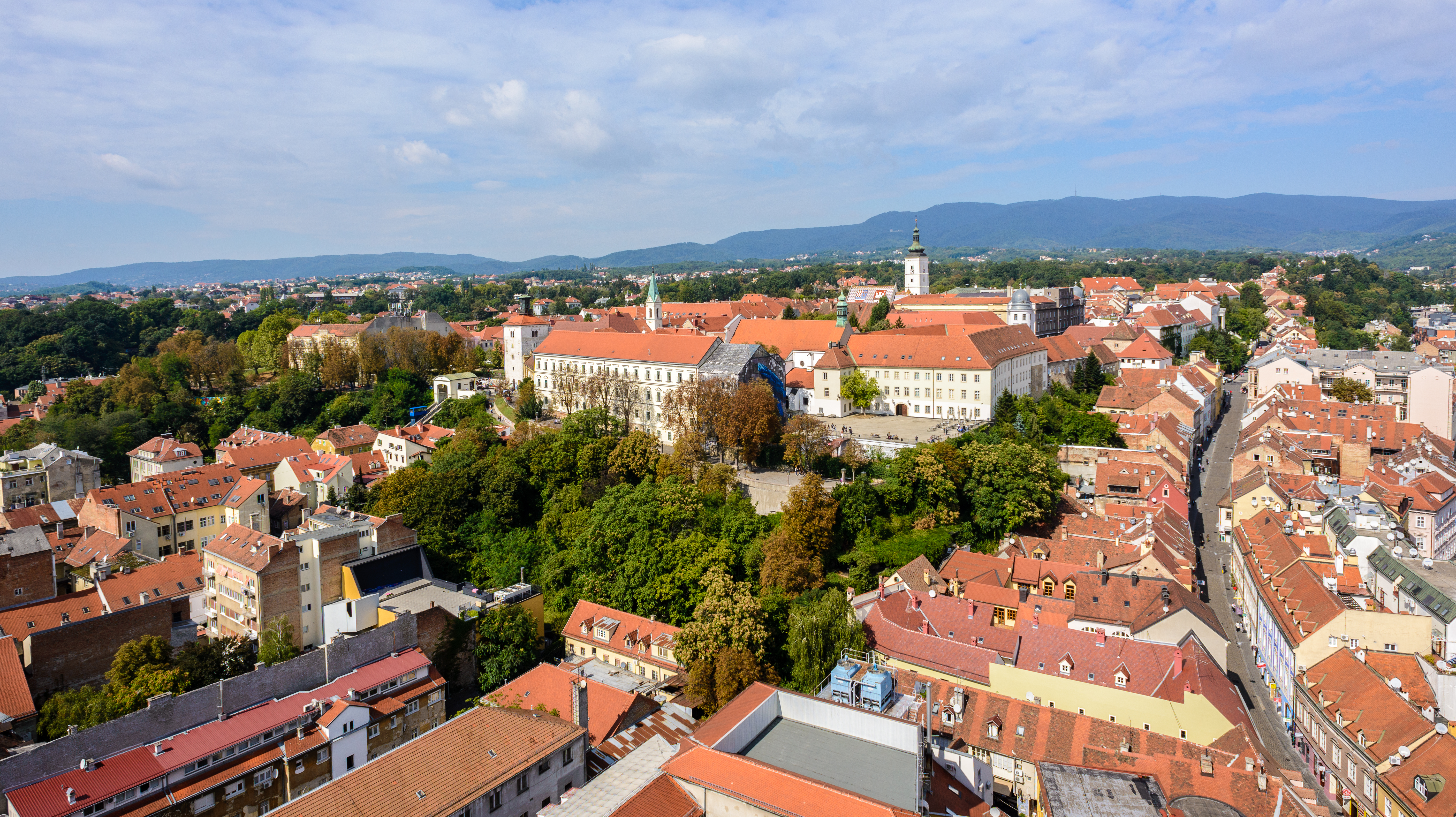
Vista panoràmica de la Ciutat Alta – Gradec

El clima de Zagreb està classificat com a clima oceànic (classificació climàtica de Köppen Cfb), però amb importants influències continentals i molt de prop amb un clima continental humit (Dfb) així com amb un clima subtropical humit (Cfa). Zagreb té quatre temporades diferents. Els estius són generalment càlids, de vegades calorosos. A finals de maig es fa molt més càlid, les temperatures comencen a pujar i sovint és molt càlid o fins i tot calorós amb freqüents tempestes a la tarda i al vespre. Es poden produir onades de calor però són de curta durada. Les temperatures pugen per sobre dels 30 °C (86 °F) una mitjana de 14,6 dies cada estiu. Les pluges són abundants a l'estiu i continuen essent també a la tardor. Amb 840 mm de precipitació per any, Zagreb és la novena capital més humida d'Europa, rebent menys precipitacions que Luxemburg però més que Brussel·les, París o Londres. La tardor en la seva etapa inicial sovint ofereix un clima agradable i assolellat amb episodis ocasionals de pluja més tard a la temporada. El final de la tardor es caracteritza per un augment dels dies de pluja, així com per la baixada constant de les temperatures mitjanes. La boira matinal és habitual des de mitjans d'octubre fins a gener, amb els districtes de la ciutat del nord als peus de la muntanya de Medvednica, així com els districtes al llarg del riu Sava, que són més propensos a l'acumulació de boira durant tot el dia. Els hiverns són relativament freds amb un patró de disminució de les precipitacions. Febrer és el mes més sec, amb una mitjana de 39 mm de precipitació. De mitjana hi ha 29 dies amb nevades, amb la primera nevada normalment a principis de desembre. Tanmateix, en els darrers anys, el nombre de dies amb nevades ha disminuït molt. Les primaveras són generalment suaus i molt agradables amb canvis meteorològics freqüents i són més ventosos que altres estacions. De vegades es poden produir períodes de fred, sobretot en les seves primeres etapes. La temperatura mitjana diària mitjana a l'hivern és al voltant d'1 °C (34 °F) (de desembre a febrer) i la temperatura mitjana a l'estiu és de 22.0 °C (71.6 °F).
La temperatura més alta registrada a l'estació meteorològica de Maksimir va ser de 40.4 °C (104.7 °F) el juliol de 1950, i el mínim va ser −27.3 °C (−17.1 °F) el febrer de 1956. Una temperatura de −30.5 °C (−22.9 °F) es va registrar al desaparegut camp d'aviació de Borongaj el febrer de 1940.

### Paisatge urbà
Les construccions històriques més importants són Neboder (1958) a la plaça Ban Jelačić, la torre Cibona (1987) i Zagrepčanka (1976) al carrer Savska, Mamutica a Travno (Novi Zagreb – districte istok, construït el 1974) i Zagreb TV Torre de Sljeme (construïda l'any 1973).
A la dècada del 2000, l'Assemblea de la Ciutat va aprovar un nou pla que permetia la instal·lació de molts edificis de gran alçada recents a Zagreb, com ara la Torre d'Almeria, l'Eurotower, la HOTO Tower, la Zagrebtower i un dels gratacels més alts Sky Office Tower.
A Novi Zagreb, els barris de Blato i Lanište es van expandir significativament, incloent-hi el Zagreb Arena i el centre de negocis adjacent.

A causa d'una restricció de llarga data que prohibia la construcció d'edificis de 10 pisos o més, la majoria dels edificis de gran alçada de Zagreb daten dels anys 70 i 80 i els nous edificis d'apartaments als afores de la ciutat solen tenir entre 4 i 8 pisos. En els últims anys s'han fet excepcions a la restricció, com ara permetre la construcció d'edificis de gran alçada a Lanište o Kajzerica.

## Economia
La majoria de la indústria croata es concentra a Zagreb, com la indústria metal·lúrgica, l'electrònica, tèxtil, electrònica, química, farmacèutica (Pliva), gràfica i la indústria de pell, fusta, paper, etc.
La ciutat tingué una important renda per capita el 2004. Tanmateix, els sous i preus encara són més baixos que a l'Europa occidental.
Durant el 2005, la taxa d'atur a Zagreb era d'un 8%, la meitat de la mitjana nacional.
Les connexions de transport, la concentració de la indústria, les institucions científiques i de recerca i la tradició industrial subjeuen a la seva posició econòmica líder a Croàcia. Zagreb és la seu del govern central, els òrgans administratius i gairebé tots els ministeris governamentals. Gairebé totes les majors empreses croates, mitjans de comunicació i institucions científiques tenen la seva seu a la ciutat. Zagreb és el centre de transport més important de Croàcia, on es reuneixen Europa central, la mar Mediterrània i el sud-est d'Europa, la qual cosa converteix a la zona de Zagreb en el centre de les xarxes viària, ferroviària i aèria de Croàcia. És una ciutat coneguda per la seva diversa economia, alta qualitat de vida, museus, esdeveniments esportius i d'entreteniment. Les seves principals branques de l'economia són les indústries d'alta tecnologia i el sector dels serveis.

## Govern municipal
La ciutat de Zagreb té l'estatus de comarca dins de Croàcia. Se subdivideix administrativament en 17 districtes urbans. La majoria d'ells es troben en una altitud baixa al llarg de la vall del riu Sava, mentre que els districtes del nord i del nord-est de la ciutat, com els districtes de Podsljeme i Sesvete, estan situats en els contraforts de la muntanya de Medvednica, fent que la imatge geogràfica de la ciutat sigui bastant diversa.
La ciutat s'estén a més de 30 quilòmetres est-oest i a uns 20 quilòmetres nord-sud. El govern municipal és governat pel batlle, que és elegit per sufragi directe a segona volta.
El batlle actual de Zagreb és en Tomislav Tomašević (Možemo!).
L'Assemblea de la ciutat està format per 47 representants, presidits per Matej Mišić (SDP), els quals es reparteixen de la manera següent: 
- Coalició Možemo! - SDP (25)
  - Podem! (Možemo!) (17)
  - Partit Socialdemòcrata de Croàcia (SDP) (8)
- Unió Democràtica Croata (HDZ) (8)
- Llista independent de Marija Selak Raspudić (7)
- Zagreb United (4)
  -   Partit Social Liberal Croat (HSLS) (1)
  -   Partit del Poble Croat (HNS) (1)
  -   Independents (2)
- Jedino Hrvatska! (3)

## Transport
Hi ha tres principals vies de trànsit:
- l'oest, cap a Ljubljana, Eslovènia i cap a l'Europa occidental;
- l'est, cap a Eslavònia i l'Europa del sud-est i Orient Mitjà; i
- el sud, cap a Rijeka, el port més gran de la badia de Kvarner i Split a Dalmàcia, la segona ciutat més gran de Croàcia, que també disposa d'un port important.

S'ha planejat un túnel que travessa les muntanyes Medvednica i esdevindrà la principal connexió de trànsit del nord de la ciutat.
El ferrocarril que passa pel riu Sutla i la principal carretera de Zagorje (Zagreb-Maribor-Viena), així com connexions amb la regió de Pannònia i Hongria estan enllaçades amb les rutes camioneres.
La connexió ferroviària meridional cap a Split funciona seguint una línia per la regió de Lika (renovada el 2004 per permetre una viatge de cinc hores); hi ha una via més ràpida passant per la vall del riu que actualment és en ús fins a la frontera de Croàcia amb Bòsnia i Hercegovina.
El ferrocarril i l'autovia (A3) pel riu Sava que va fins a Eslavònia i fins a Belgrad, són algunes de les vies amb més trànsit del país.
La ciutat té una xarxa viària ben desenvolupada, amb diverses de les principals vies amb més de quatre carrils. Hi ha certa congestió al centre de la ciutat i l'aparcament també és un problema. El problema s'ha alleujat en certa manera amb la construcció d'un nou pàrquing subterrani amb diversos pisos.
El transport públic de la ciutat s'organitza en dues capes: les parts interiors de la ciutat estan principalment cobertes per trams, i els suburbis exteriors estan enllaçats amb autobusos. La companyia de transport públic, ZET (Zagrebački Električni Tramvaj, Tramvies Elèctrics de Zagreb), és subvencionada per l'Ajuntament. Actualment, hi ha un programa ambiciós en marxa per a substituir els carrils vells de tramvia amb els nous tramvies moderns construïts sobretot per la companyia Končar elektroindustrija i, en una proporció menor, per TŽV Gredelj. Se n'han comprat 70 trams, i es calcula que l'últim tram entrarà en funcionament cap al desembre de 2007, a més d'un acord que assegurarà 100 trams més.
El funicular Uspinjaca de la part històrica de la ciutat és una atracció turística. Els taxis estan disponibles, però són lleugerament més cars. Durant aquests últims anys, l'empresa ferroviària estatal HŽ (Hrvatske željeznice, Ferrocarrils Croats) ha estat desenvolupant una xarxa de trens de rodalia a l'àrea metropolitana de Zagreb. Pel que fa al 2004, s'han restaurat algunes connexions ferroviàries de l'est a l'oest de la ciutat.
S'està planejant un sistema ferroviari lleuger. De fet, el sistema es preveu amb cinc línies; tres d'oest a est, i dues de nord a sud. Totes les línies serien soterrades al centre de la ciutat. La primera línia entrarà en funcionament cap al 2012.
L'aeroport de Zagreb factura cap a 1,6 milions de passatgers per any. S'ha projectat una nova terminal per al 2008, la construcció de la qual començarà l'abril del 2006.

## Rodalia
Els voltants de Zagreb han estat constantment habitats des de l'era prehistòrica; s'han excavat troballes arqueològiques a la cova de Veternica del Paleolític, les ruïnes de la ciutat romana d'Andautonia, prop de l'actual poblet de Ščitarjevo.
Expoblats pintorescos als turons de Medvenica: Šestine, Gračani i Remete estan disposats al voltant de la ciutat com perles d'un collar, i mantenen la seva rica tradició cada dia: costums folklòrics, paraigües de Šestine, productes de gingebre, etc.
La muntanya Medvednica (Zagrebačka gora), amb el seu cim més alt, Sljeme (1.033 m), ofereix una vista panoràmica de Zagreb, el Sava i les valls de Kupa, i la regió de Hrvatsko Zagorje. Cap a mitjans de gener del 2005, Sljeme acollí el seu primer campionat d'Esquí Mundial, que acabà sent un esdeveniment puntual. Des d'allà es pot veure fins a Velebit a través de la costa rocosa del nord de Croàcia, i els pics nevats dels Alps julians de la veïna Eslovènia. Hi ha diversos pobles que ofereixen allotjament i restaurants per als excursionistes. Els esquiadors visiten Sljeme, que té quatre pistes d'esquí, tres remuntadors i un telecadira.
La vella Medvedgrad, una localitat medieval construïda cap al segle xiii i restaurada recentment, representa una atracció especial de la muntanya Medvednica. Esguarda la part oest de la ciutat i també té el santuari de la Pàtria, un indret memorial on Croàcia homenatja tots els seus herois nacionals que defensaren la pàtria durant la seva història.

## Fills il·lustres
- Milko Kelemen, compositor i director d'orquestra.
- Zlatko Baloković, violinista.
- Leopold Alexander Zellner (1823-1894), compositor musical.
- Mathilde von Marlow (1828-1888), soprano.

## Ciutats agermanades
Les següents ciutats estan agermanades amb Zagreb:
| - Magúncia a Alemanya (des de 1967) - San Petersburg a Rússia (des de 1968) - Tromsø a Noruega (des de 1971) - Kyoto al Japó (des de 1972) - Lisboa a Portugal (des de 1977) - Iquique a Xile (des de 1908) - Pittsburgh (Pennsilvània) als Estats Units (des de 1980) - Buenos Aires a l'Argentina (des de 1998) | - Xangai a la Xina (des de 1980) - Bolonya a Itàlia (des de 1963) - Budapest a Hongria (des de 1994) - Viena a Àustria (des de 1994) - Sarajevo a Bòsnia i Hercegovina (des de 2001) - Ljubljana a Eslovènia (des de 2001) - Podgorica a Montenegro (des de 2006) - Londres a Regne Unit (des de 2009) |